# Storm Shadow
El Storm Shadow és un míssil de creuer llançat per aire de llarg abast i de baix abast franco-britànic desenvolupat des de 1994 per Matra i British Aerospace, i ara fabricat per MBDA. "Storm Shadow" és el nom britànic de l'arma; a França s'anomena SCALP-EG (que significa " Système de Croisière Autonome à Longue Portée – Emploi Général "; anglès: "Long Range Autonomous Cruise Missile System – General Purpose"). El míssil es basa en el míssil de creuer antipista Apache de desenvolupament francès, però es diferencia perquè porta una ogiva unitària en comptes de municions de dispersió.
Per complir amb el requisit emès pel Ministeri de Defensa francès d'un míssil de creuer més potent capaç de ser llançat des de vaixells i submarins de superfície, i capaç d'atacar objectius estratègics i militars des de rangs de separació amplis amb encara més precisió, MBDA França va començar el desenvolupament del Missile de Croisière Naval ("Míssil de creuer naval") o MdCN el 2006 per complementar el SCALP. La primera prova de tret va tenir lloc el juliol de 2013 i va tenir èxit. El MdCN ha estat operatiu a les fragates franceses FREMM des del 2017 i també equipa els submarins d'atac nuclear Barracuda de França, que van entrar en servei operatiu el 2022.
El 2017, es va signar un contracte conjunt per actualitzar les respectives reserves Storm Shadow/SCALP en servei francès i britànic. S'espera que mantingui el míssil fins a la seva retirada prevista del servei el 2032.
Des del 2023, durant la invasió russa d'Ucraïna, els míssils Storm Shadow s'han subministrat a Ucraïna en grans quantitats. Diversos vaixells russos han estat enfonsats o molt danyats per ells.
França, el Regne Unit, juntament amb Itàlia, estan desenvolupant conjuntament el Future Cruise/Anti-Ship Weapon per substituir SCALP/Storm Shadow i els míssils antibuix respectius de cada nació el 2028 i el 2034.

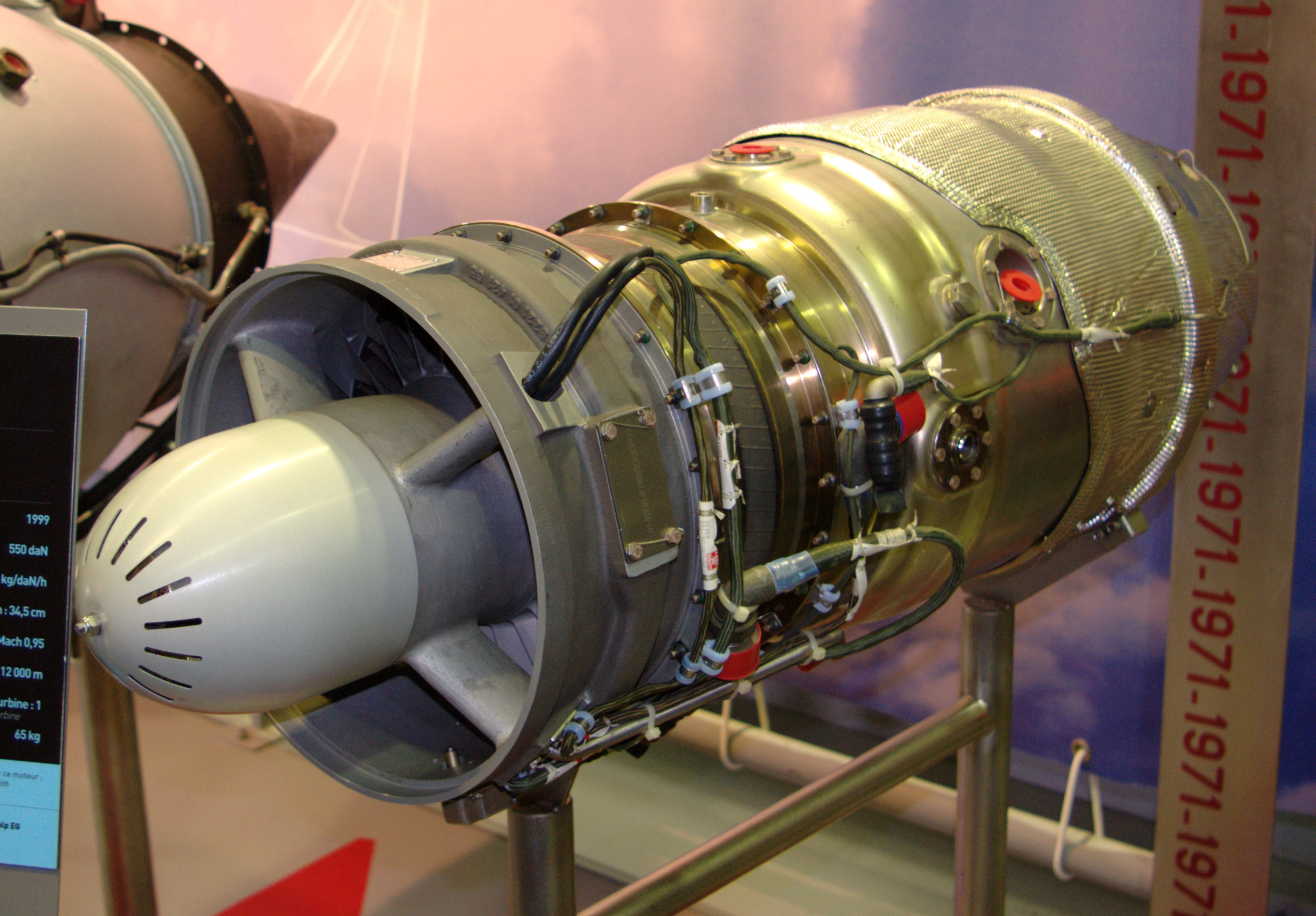
Un motor turborreactor fungible Microturbo TRI 60-30 utilitzat pel Storm Shadow, Musée aéronautique et spatial Safran

## Característiques
El míssil pesa uns 1,300 quilograms (2,900 lb), amb una ogiva convencional de 450 quilograms (990 lb). Té un diàmetre corporal màxim de 48 centimetres (19 in) i una envergadura de 3 metres (120 in). Està propulsat a Mach 0,8 per un motor turborreactor Microturbo TRI 60-30 i té una autonomia d'aproximadament 560 km (300 nmi; 350 mi).
L'arma es pot llançar des d'una sèrie d'avions diferents: el Saab Gripen, el Dassault Mirage 2000, el Dassault Rafale, el Panavia Tornado, tant el Tornado IDS italià com el britànic Tornado GR4 (ara retirat), i un Sukhoi modificat Su-24. Storm Shadow es va integrar amb l'Eurofighter Typhoon com a part de la Millora de la Fase 2 (P2E) el 2015, però no s'adaptarà a l'F-35 Lightning II.

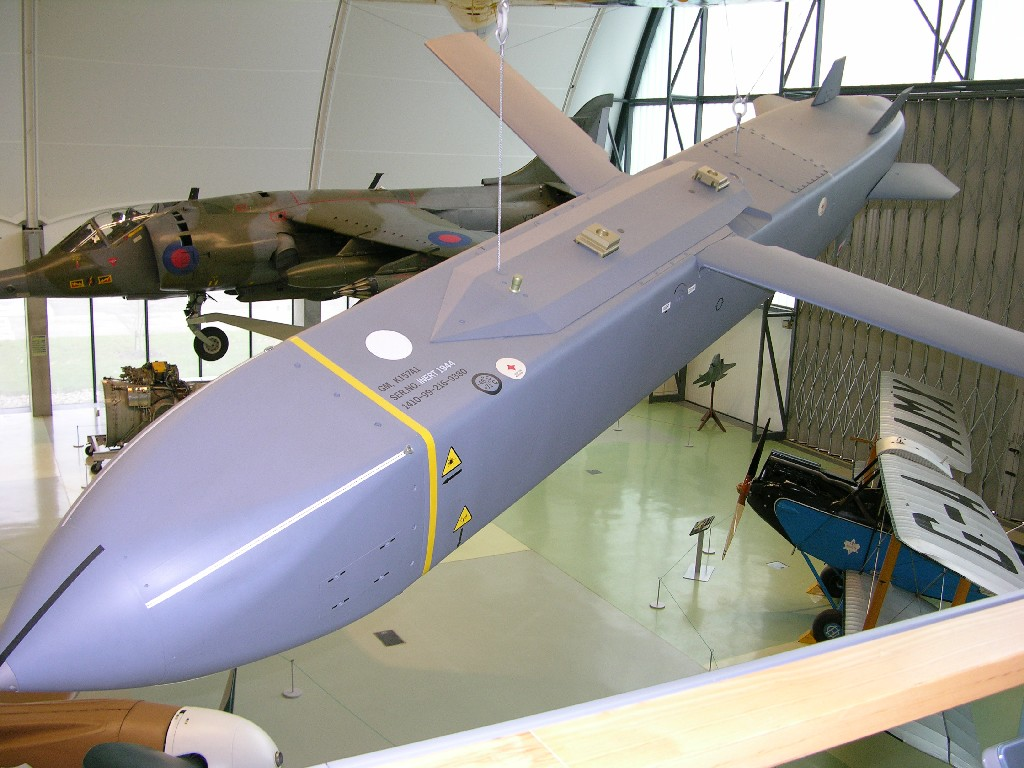
Una ombra de tempesta al Royal Air Force Museum de Londres

L'ogiva BROACH de Storm Shadow presenta una càrrega penetrant inicial per netejar el sòl o entrar en un búnquer, després una espoleta de retard variable per controlar la detonació de l'ogiva principal. Els objectius previstos són els centres de comandament, control i comunicacions; aeròdroms; ports i centrals elèctriques; instal·lacions de gestió i emmagatzematge de municions; vaixells de superfície i submarins al port; ponts i altres objectius estratègics d'alt valor.

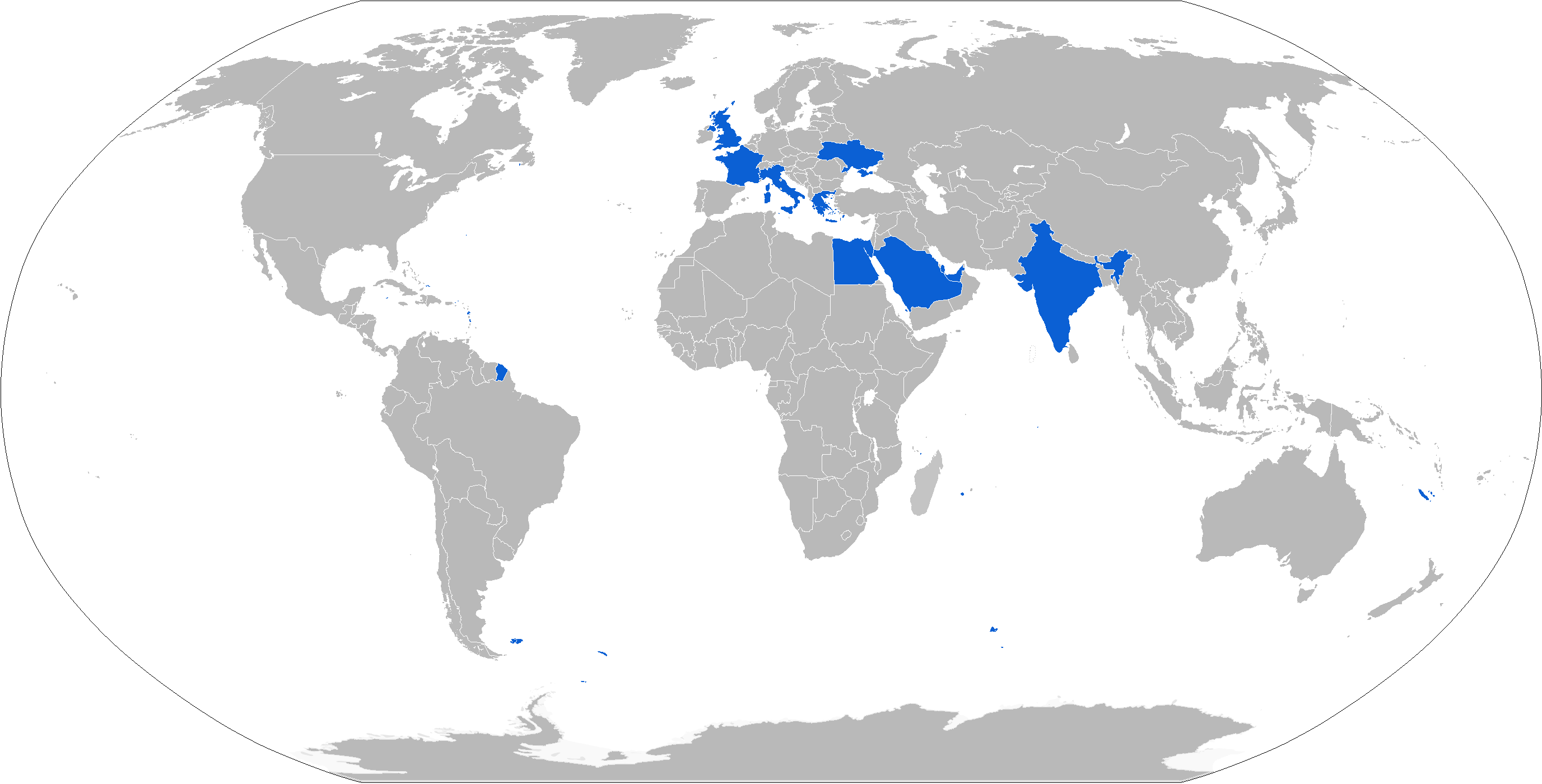
Operadors de Storm Shadow en blau

El míssil és dispara i oblida, programat abans del llançament. Un cop llançat, no es pot controlar ni ordenar que s'autodestrueixi i la seva informació d'objectiu no es pot canviar. Els planificadors de la missió programen l'arma amb detalls de l'objectiu i les seves defenses antiaèries. El míssil segueix un camí de forma semiautònoma, en una ruta de vol baixa guiada per GPS i mapes del terreny fins a la zona objectiu. A prop de l'objectiu, el míssil s'enfila per augmentar el seu camp de visió i millorar la penetració, fa coincidir la imatge emmagatzemada de l'objectiu amb la seva càmera IR i després es submergeix a l'objectiu.
L'escalada a l'altitud pretén aconseguir la millor probabilitat d'identificació i penetració de l'objectiu. Durant la maniobra final, el con del morro és llançat per permetre que una càmera termogràfica d'alta resolució (homing infraroja) pugui observar l'àrea objectiu. Aleshores, el míssil intenta localitzar el seu objectiu en funció de la seva informació d'orientació (DSMAC). Si no pot, i hi ha un alt risc de danys col·laterals, el míssil és capaç de volar fins a un punt d'impacte en lloc d'arriscar a ser imprecisos.
Les millores informades el 2005 incloïen la capacitat de transmetre la informació de l'objectiu just abans de l'impacte i l'ús d'un enllaç de dades unidireccional (enllaç de tornada) per retransmetre la informació d'avaluació de danys de batalla a l'avió amfitrió, en desenvolupament en virtut d'un contracte DGA francès. En aquell moment, es va planificar la capacitat de reorientació en vol, mitjançant un enllaç de dades bidireccional. El 2016, es va anunciar que Storm Shadow seria renovat sota el projecte de míssils Selective Precision Effects At Range 4 (SPEAR 4).
Alguns informes suggereixen que es va crear una versió de capacitat reduïda que compleix amb les restriccions del Règim de control de tecnologia de míssils (MTCR) per a l'exportació, per exemple als Emirats Àrabs Units.